# Оркестр Западногерманского радио
Оркестр Западногерманского радио (нем. WDR Rundfunkorchester Köln) — немецкий симфонический оркестр, базирующийся в Кёльне. Основан в 1947 г. в дополнение к воссозданному одновременно Симфоническому оркестру Кёльнского радио и первоначально назывался Оркестром Хермана Хагештедта, по имени первого руководителя.
Известен, в частности, записями немецкой музыки XX века (Курт Вайль, Франц Шрекер и др.) и участием в программе симфонических концертов музыки к видеоиграм.

## Художественные руководители
- Херман Хагештедт (1947—1968)
- Хайнц Геезе (1969—1995)
- Хельмут Фрошауэр (1997—2003)
- Михаил Юровский (2006—2008)
- Никлас Виллен (с 2010 г.)